# 마쓰다이라 노부키요
마쓰다이라 노부키요(일본어: 松平信清, 1689년 ~ 1724년 7월 9일)는 고즈케 요시이 번 초대 번주를 지냈다. 다카쓰카사 마쓰다이라가 제3대 당주. 하타모토 마쓰다이라 노부마사의 장남으로 태어났다. 다카쓰카사가 출신의 마쓰다이라 노부히라의 손자이다.
| 전임 마쓰다이라 노부마사 | 제3대 다카쓰카사 마쓰다이라가 당주 1691년 ~ 1724년 | 후임 마쓰다이라 노부토모 |

| 전임 홋타 마사야스 | 제1대 요시이 번 번주 (다카쓰카사 마쓰다이라가) 1709년 ~ 1724년 | 후임 마쓰다이라 노부토모 |